# Massekomparator
Ein Massekomparator ist eine sehr genaue, spezialisierte Waage, die den genauen Vergleich großer Massen erlaubt. Außerhalb des Vergleichsbereichs sind sie nicht verwendbar. Der Vergleichsbereich ist verhältnismäßig klein.

## Bauformen
Die einfachste und anschaulichste Bauform eines Massekomparators ist die zweischalige Balkenwaage.
Die meisten heutigen Massekomparatoren sind einschalig ausgeführte, elektronische Waagen und arbeiten mit der elektromagnetischen Kraftkompensation. Die von den Massen im Schwerefeld der Erde erzeugte Gewichtskraft wird hier durch eine entgegengerichtete elektromagnetisch erzeugte Kraft ausgeglichen (kompensiert). Der Massekomparator hat häufig einen sehr eingeschränkten Messbereich, der lediglich die Differenz der beiden Gewichtskräfte (Referenzmasse und Vergleichsmasse) anzeigt.

## Anwendung und Genauigkeiten
Die häufigste Anwendung von Massekomparatoren ist die Kalibrierung von Referenzmassen (Gewichtstücken). Die nationalen metrologischen Institute, wie beispielsweise die Physikalisch-Technische Bundesanstalt (PTB) in Deutschland, und Kalibrierlaboratorien kalibrieren ausgehend von einer primären Realisierung der Einheit Kilogramm weitere Referenzmassen zur Weitergabe der Einheit.
Die relative Standardabweichung solcher Massekomparatoren liegt im Bereich < 2 · 10−9. Die besten Massekomparatoren nationaler metrologischer Institute (NMI) haben relative Standardabweichungen von 5 · 10−12.